# Schröcken
Schröcken  är en ort och kommun i distriktet Bregenz i förbundslandet Vorarlberg i Österrike.